# Пет Яблонскі
Патрік Девід Яблонскі (англ. Patrick David Jablonski; 20 червня 1967, м. Толідо, США) — американський хокеїст, воротар.  
Виступав за «Віндсор Спітфаєрс» (ОХЛ), «Пеорія Рівермен» (ІХЛ), «Сент-Луїс Блюз», «Тампа-Бей Лайтнінг», «Сент-Джонс Мейпл-Ліфс» (АХЛ), «Чикаго Вулвс» (ІХЛ), «Х'юстон Аерос» (ІХЛ), «Монреаль Канадієнс», «Фінікс Койотс», «Кароліна Гаррікейнс», «Квебек Рафальс» (ІХЛ), «Клівленд Ламберджекс» (ІХЛ), «Фрелунда» (Гетеборг).
В чемпіонатах НХЛ — 128 матчів, у турнірах Кубка Стенлі — 4 матчі.
У складі національної збірної США учасник чемпіонатів світу 1993 і 1995 (8 матчів); учасник Кубка Канади 1991 (0 матчів). У складі молодіжної збірної США учасник чемпіонату світу 1987. 
Досягнення
- Фіналіст Кубка Канади (1991)
- Володар Кубка Тернера (1991)
- Чемпіон ОХЛ (1988)

Нагороди
- Трофей Джеймса Норріса (1991)